# Follow That Dream (sang)
"Follow That Dream" er en komposition af Fred Wise og Ben Weisman og er indsunget af Elvis Presley. "Follow That Dream" er titelnummer til Elvis Presley-filmen Follow That Dream fra 1962. Sangen blev indspillet af Elvis hos RCA Studio B i Nashville den 2. juli 1961.
"Follow That Dream" blev aldrig udgivet som single, men udkom som et af numrene på en EP-pladen, der ligeledes hed Follow That Dream og som yderligere indeholdt tre af filmens sange, nemlig "What A Wonderful Life" (Sid Wayne, Jerry Livingston), "I'm Not The Marrying Kind" (Sherman Edwards, Mack David) samt "Angel" (Sid Tepper, Roy C. Bennett). Den sidste af filmens fem sange, 
"Sound Advice" (Bill Giant, Anna Shaw) var efter Elvis' mening ikke god nok til EP'en men kom dog med på LP'en Elvis for Everyone i 1964.
EP-pladen med filmens sange kom på gaden i april 1962, samtidig med premieren på filmen Follow That Dream.
"Follow That Dream" er endvidere på CD'en fra 18. juli 1995 Command Performances – The Essential 60's Masters, vol. 2, som er en samling af de bedre af Elvis' filmsange fra 1960'ernes mange spillefilm.

## Besætning
Ved indspilningen af "Follow That Dream" og de øvrige sange fra filmen deltog:
- Elvis Presley – sang
- The Jordanaires – kor, baggrund
- Millie Kirkham – kor, baggrund
- Homer 'Boots' Randolph – saxofon
- Scotty Moore – guitar
- Hank Garland – guitar
- Neal Matthews Jr. – guitar
- Floyd Cramer – klaver
- Bob Moore – bas
- D.J. Fontana – trommer
- Buddy Harman – trommer